# Prêmio Passo Fundo Zaffari e Bourbon de Literatura
O Prémio Passo Fundo Zaffari & Bourbon de Literatura é um prêmio literário brasileiro, instituído em 1999 por Tania Rösing. Foi promovido pela Universidade de Passo Fundo e pela Prefeitura Municipal da mesma cidade, dentro do contexto das Jornadas Nacionais de Literatura, criadas em Passo Fundo em 1981. A criação do prémio foi anunciada na 7ª Jornada de Literatura. A cada dois anos o prémio distribui R$ 150 mil para o melhor romance em língua portuguesa. Seu objetivo é promover a cultura e homenagear os melhores romancistas contemporâneos em língua portuguesa. Passo Fundo têm o título de Capital Nacional da Literatura desde 2006.

## Autores premiados e respetivas obras
- 1ª edição (1999) Sinval Medina- Tratado da altura das estrelas;
- 2ª edição (2001) António Torres- Meu querido caníbal e Salim Miguel- Nur na escuridão (prémio dividido entre dois autores);
- 3ª edição (2003) Plínio Cabral- O riso da agonia;
- 4ª edição (2005) Chico Buarque- Budapeste;
- 5ª edição (2007) Mia Couto- O outro pé da sereia;
- 6ª edição (2009) Cristovão Tezza- O filho eterno;
- 7ª edição (2011) João Almino- Cidade Livre;
- 8ª edição (2013) Ana Maria Machado- Infâmia.